# 饒允服
饒允服，江西南昌縣人。清朝官員。同進士出身。
饒允服本姓楊。雍正二年（1724年）中式甲辰科三甲第九名進士。官至直隸廣平府知府。